# Рак щитоподібної залози
Рак щитоподібної залози (РЩЗ) — це злоякісна пухлина щитоподібної залози, що походить з фолікулярних або С-клітин щитоподібної залози та є найпоширенішим злоякісним новоутоворенням серед інших органів ендокринної системи.

## Етіологія

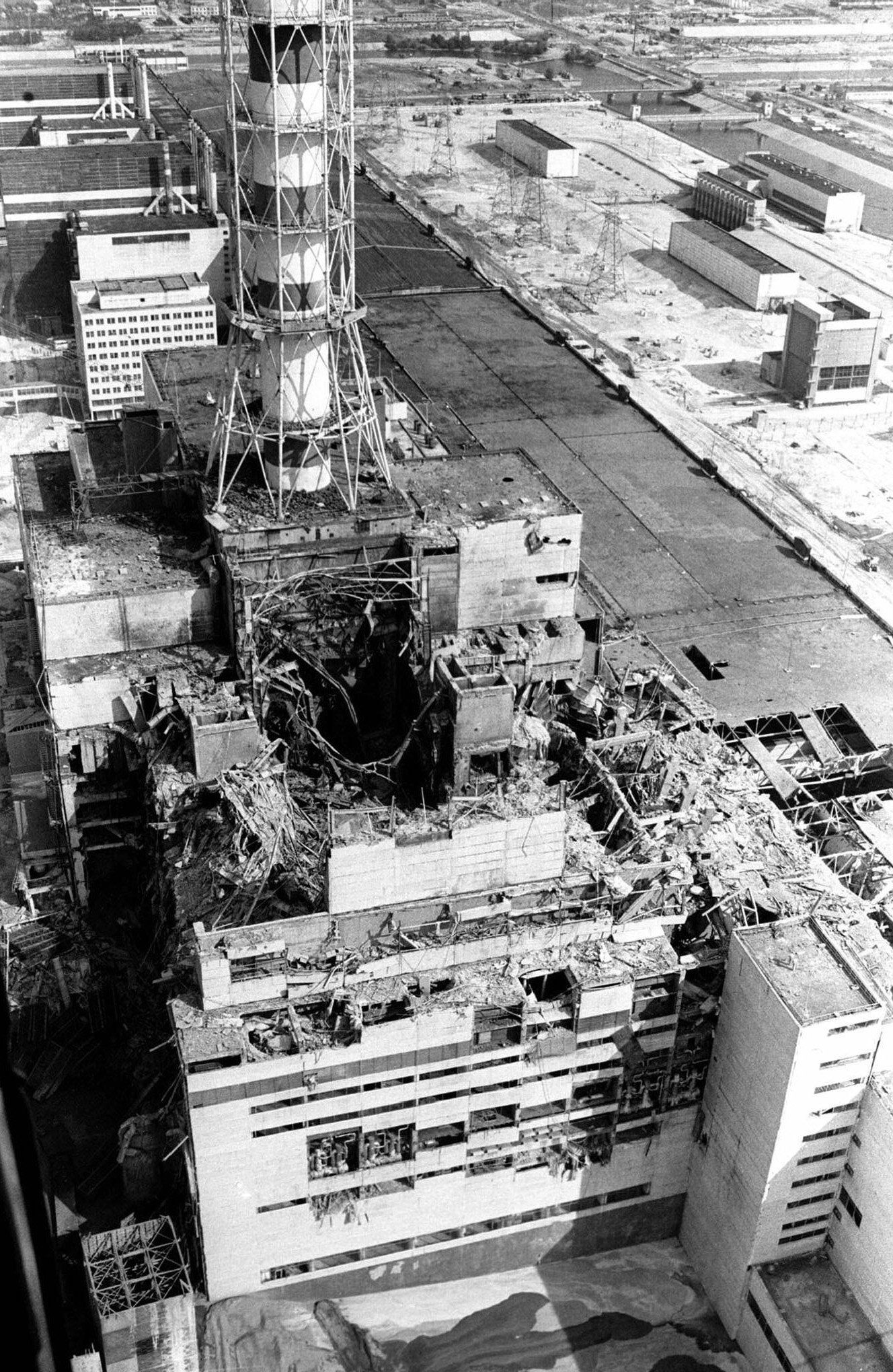
Зруйнований 4 блок ЧАЕС, 1986 рік. Радіаційне забруднення призвело до значного зростання захворюваності на рак щитоподібної залози.

Рак щитоподібної залози розвивається внаслідок дії різноманітних факторів, основні з яких наведені нижче.

### Спадкові фактори та генетика
РЩЗ може розвиватись як частина синдромів МЕН 2, що мають спадкове походження, та часто розвиваються внаслідок мутацій. Крім того, аномалії в генах передаються спадково при медулярному раку поза МЕН 2, внаслідок мутацій в RET. Папілярний рак характеризується спорадичними мутаціями в гені BRAF, або RET (RET/PTC) при радіоактивному опроміненні в анамнезі. Наведені генні аномалії є найбільш дослідженими, проте залишається безліч інших не відкритих або таких, що знаходяться в процесі дослідження. Проведення прикладних досліджень генетичних та молекулярних змін РЩЗ дозволить ідентифікувати маркери цього злоякісного захворювання.

### Радіоактивне опромінення
Після аварії на Чорнобильській АЕС значно зріс рівень захворюваності на РЩЗ, особливо серед дітей, що є найбільш уразливою категорією населення. Серед населення, яке зазнало радіаційного ураження в дитячому віці, рівень захворюваності на РЩЗ досі залишається високим.

### Йододефіцит
Нестача йоду в огранізмі може призводити до виникнення РЩЗ внаслідок підвищеної стимуляції росту тиреоцитів.

## Класифікація
Злоякісні новоутворення щитоподібної залози класифікуються в залежності від патологогістологічної будови та ступеня диференціації. В структурі нозологічних одиниць злоякісних новоутворень переважають високодиференційовані типи, більшість випадків якого становить папілярний рак, що також є найчастіше діагностованим серед всіх злоякісних новоутворень щитоподібної залози (70-80%). Фолікулярна карцинома є другою за частотою, після папілярної, нозологією (10-15%), медулярний рак діагностується в 5-6% випадків, низько-диференційований та анапластичний 1-5%.

### Високо-диференційований РЩЗ
До цього типу РЩЗ належать фолікулярний та папілярний раки.

#### Фолікулярний рак
Фолікулярний рак щитоподібної залози становить приблизно 15% від всіх злоякісних новоутворень цього ендокринного органу. Виникає переважно у осіб жіночої статі віком понад 50 років. Одним із основних факторів ризику розвитку фолікулярного раку є дефіцит споживання йоду. Фолікулярний рак належить до високо-диференційованих форм та характеризується сприятливим прогнозом та високим показником виживання пацієнтів.

#### Папілярна карцинома

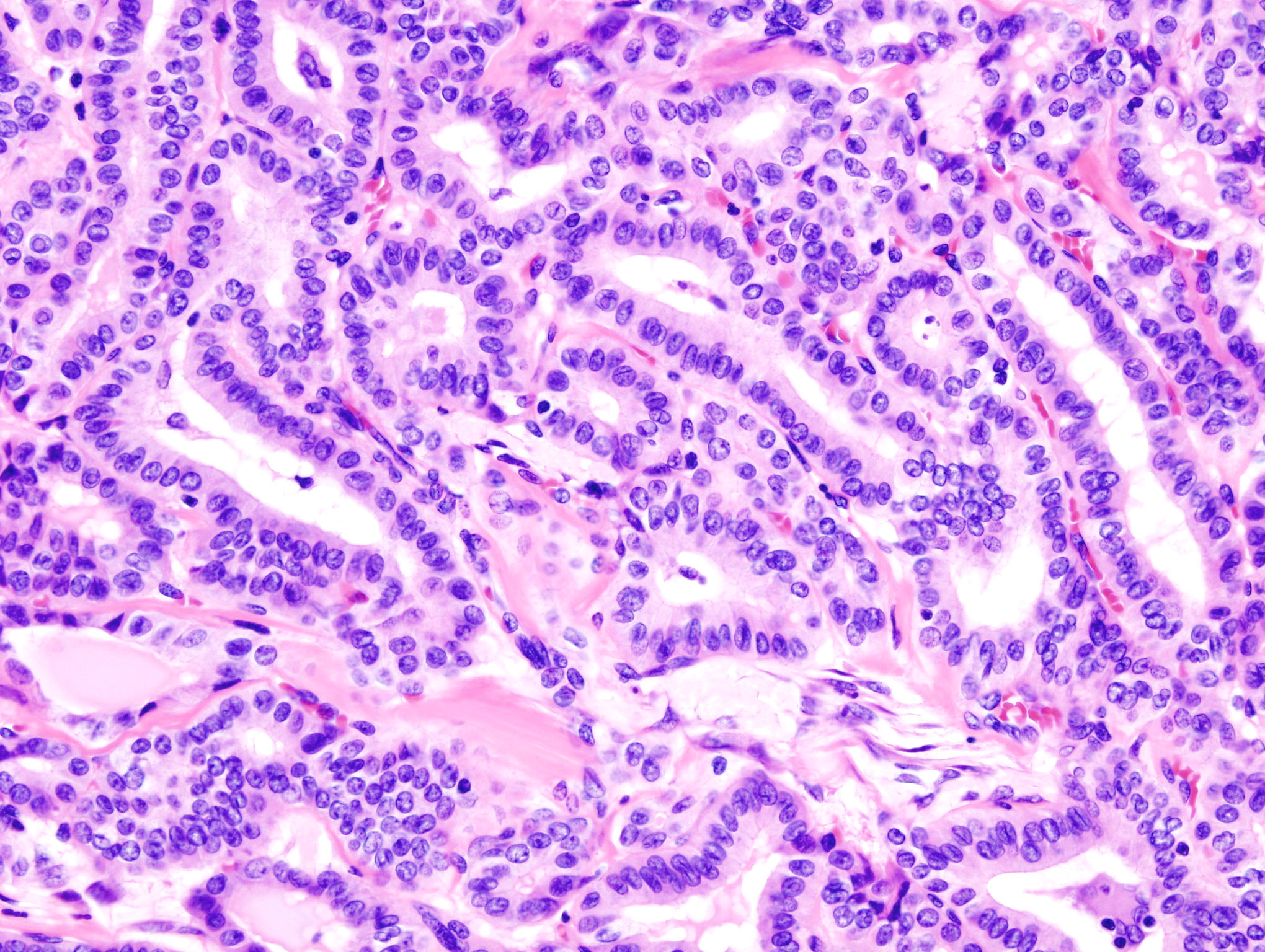
Гістопатологічна картина папілярного раку (фарбування гематоксиліном-еозином)

Папілярний рак щитоподібної залозии — найпоширеніше злоякісне новоутворення щитоподібної залози у дітей та дорослих, що складає до 80 % всіх злоякісних новоутворень щитоподібної залози. Папілярний рак щитоподібної залози характеризується високою інвазивною активністю, яка проявляється метастазуванням переважно лімфогенним шляхом, хоча інвазія кровоносних судин теж має місце.

##### Мікрокарцинома— мікрорак
Папілярний рак щитоподібної залози, розміри якого становлять 1 см або менше, вважається мікрокарциномою. Здебільшого папілярна мікрокарцинома щитоподібної залози (ПМКЩ) діагностується випадково під час аналізу видаленого зразка, в результаті оперативного лікування доброякісних утворень щитоподібної залози (наприклад хвороби Грейвса), і в такому випадку класифікується як інсидентальна ПМКЩ. Крім того, ПМКЩ може бути латентною — визначатись під час розтину, або окультною — за наявності віддалених та/або локорегіональних метастазів у лімфатичні вузли шиї за відсутності клінічних проявів первинної пухлини. Діагностика ПМКЩ залишається проблематичною, оскільки пальпаторно визначити ПМКЩ вдається лише в окремих випадках, у зв'язку з розмірами пухлини. Здебільшого ПМКЩ має малоагресивний біологічний статус, про що свідчать дані аутопсійних досліджень ПМКЩ (до 35 %) серед суб'єктів, смерть яких настала від причин, не пов'язаних з ПМКЩ. Проте до 10 % ПМКЩ мають агресивну поведінку, що проявляється рецидивом пухлини, зокрема метастазами в лімфатичні вузли шиї.

##### Інкапсульований неінвазивний варіант папілярного раку
Інкапсульований неінвазивний варіант папілярного раку класифікується як злоякісна пухлина в Україні. Проте в США був рекласифікований: згідно рішення групи експертів, цей тип новоутворення не вважається злоякісним з 2016р., та класифікується в цій країні як неінвазивна фолікулярна неоплазія щитоподібної залози з папілярно-подібними змінами ядер (noninvasive follicular thyroid neoplasm with papillary-like nuclear features).

### Низько-диференційований
Низько-диференційований рак скаладє 5-10 % серед всіх випадків злоякісних новоутворень щитоподібної залози та характеризується несприятливим прогнозом внаслідок частого метастазування та рецидивів. Дане новоутворення було виділено серед інших карцином щитоподібної залози в 2007 році та поки що не відображається в клінічній класифікації TNM.

### Недиференційований
Анапластичний рак щитоподібної залози є однією з найагресивніших злоякісних новоутворень у людини, що призводить до смерті пацієнта протягом 3-4 місяців з моменту діагнозу. Здебільшого лікування носить паліативний характер, видалення пухлини дозволяє зупинити проростання раку в трахею та стравохід, що покращує якість життя пацієнтам.

### Медулярний рак

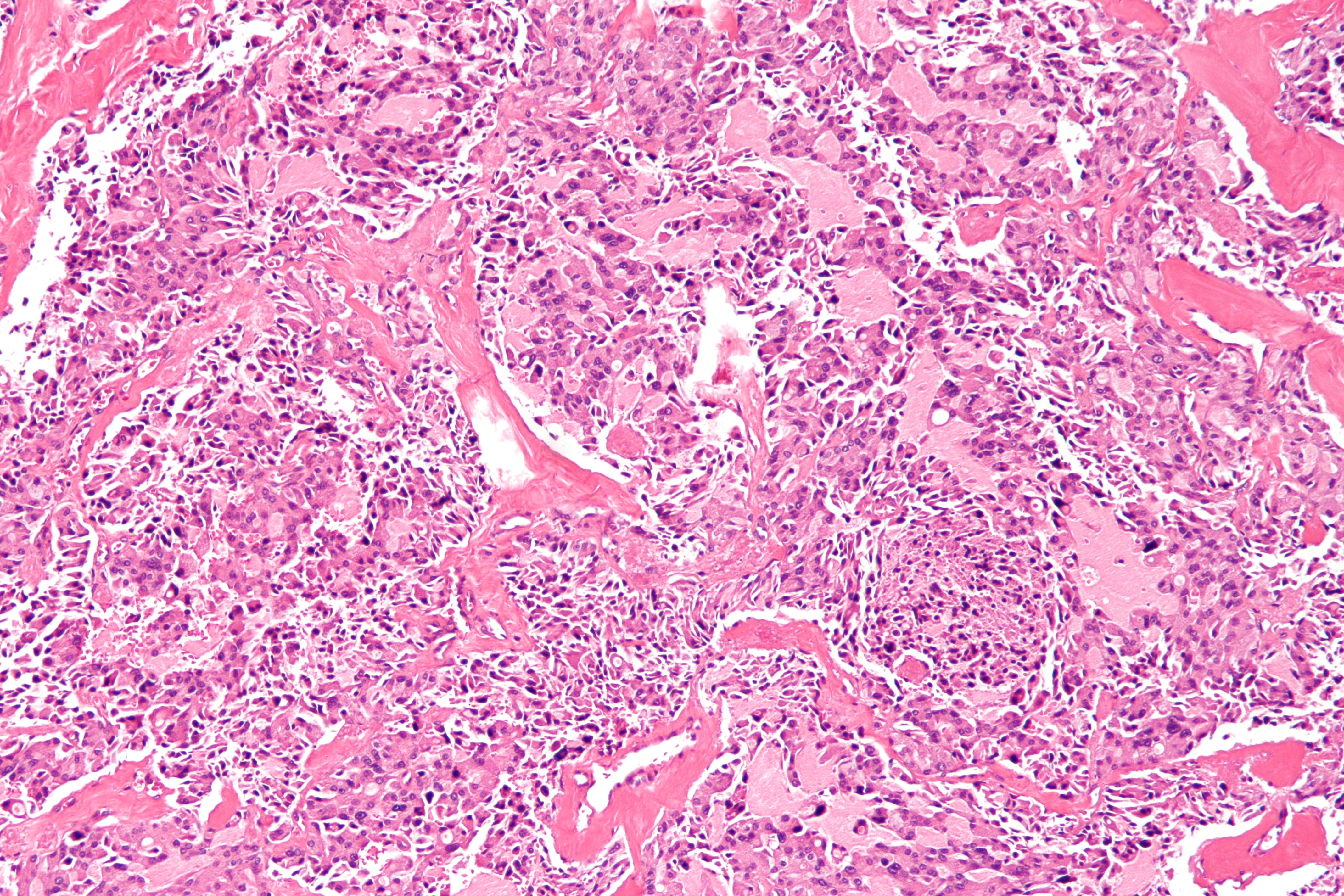
Гістопатологія медулярного раку (Фарбування Г-Е).

Медулярний рак походить з С-клітин щитоподібної залози та характеризується агресивним біологічним курсом. Ця пухлина радіойодрезистентна, тому хірургічне видалення пухлини залишається найнадійнішим підходом до лікування. 

Розрізняють спорадичну і спадкову форми медулярного раку. У 70% випадків пухлини з С-клітин щитоподібної залози виникають спорадично. В інших випадках медулярний рак може розвиватись внаслідок спадкових аномалій, що уражають і інші органи ендокринної системи. Виділяють принаймні три клінічних синдроми, що часто зустрічаються у близьких родичів, при яких медулярний рак діагностується на тлі інших ендокринопатій. Так, у 15-20% випадків медулярний рак являє собою один із проявів множинної ендокринної неоплазії МЕН 2А. При цьому спадковому захворюванні розвиток даної неоплазії поєднується з двосторонніми феохромоцитомами та гіперпаратиреозом. У 10-15% випадків медулярний рак діагностується у хворих із множинною ендокринною неоплазією МЕН 2Б.

### Інші злоякісні новоутворення
До злоякісних новоутворень щитоподібної залози також належать інші злоякісні пухлини, частка яких становить менше 1%.

#### Лімфома

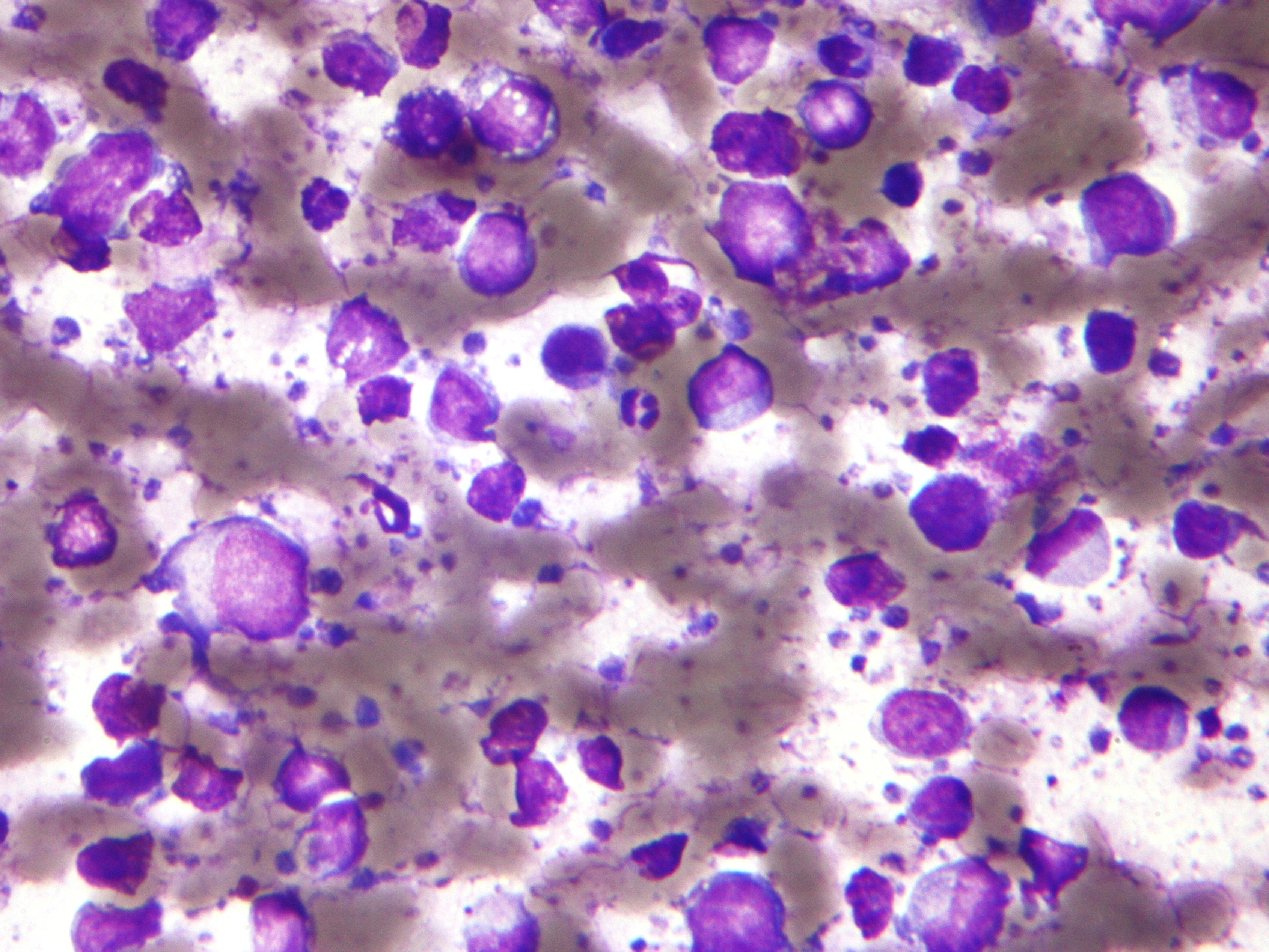
В-клітинна лімфома. ТАПБ-зразок лімфатичного вузла.

Лімфома щитоподібної залози виникає переважно у жінок похилого віку (70 років та більше) та проявляється раптовим утворенням шийної маси. Має переважно В-клітинне походження (Неходжкінська лімфома), проте зустрічаються і Т-клітинні лімфоми. Лімфома щитоподібної залози діагностується в окремих випадках та становить менше 1% серед інших новоутворень щитоподібної залози.

#### Плоскоклітинна карцинома
Плоскоклітинна карцинома демонструє плоскоклітинну патогістологічну диференціацію клітин. Плоскоклітинна карцинома — рідкісна пухлина щитоподібної залози (менш ніж 1% серед інших злоякісних новоутворень цього органу). Клінічні прояви плоскоклітинної карциноми мають схожі ознаки з недиференційованим раком — раптовий ріст шийної маси, що призводить до здавлення стравоходу та трахеї.

#### Ангіосаркома
Ангіосаркома щитоподібної залози — це пухлина, що характеризується солідним або кістозним типом строми, з ділянками геморагій та інвазією в оточуючі тканини або трахею. Ангіосаркома — агресивна пухлина, більшість хворих померає в продовж перших 6 місяців з моменту встановлення діагнозу.

## Діагностика

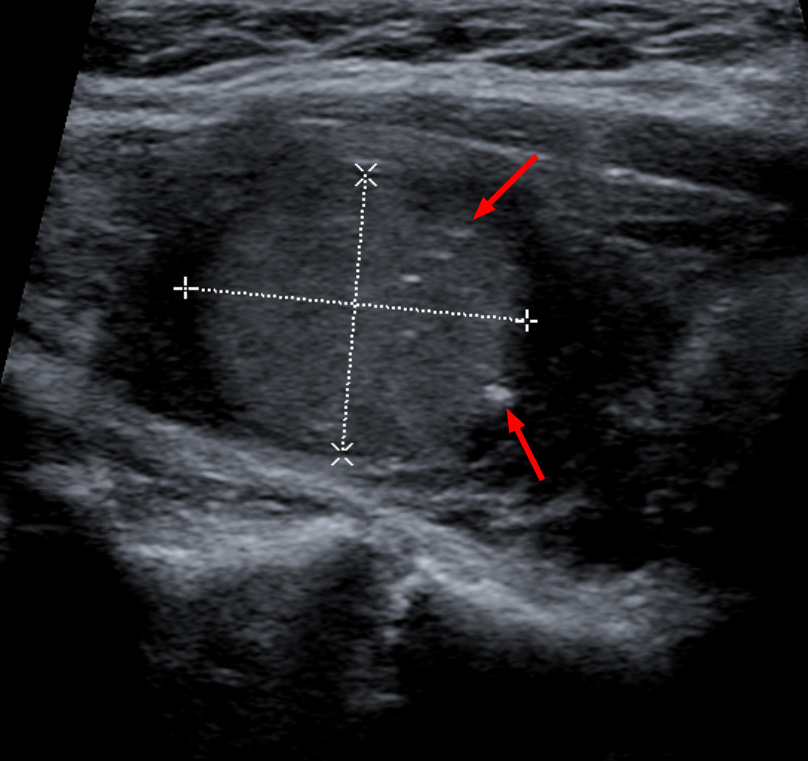
Ультразвукове дослідження щитоподібної залози — вузол з нерівним контуром, що містить кальцифікати.

- Ультразвукове дослідження шиї, що дозволяє визначати злоякісні новоутворення від 3 мм в найбільшому діаметрі.
- Тонкоголкова аспіраційна пункційна біопсія (ТАПБ), за допомогою якої можна отримати клітини злоякісного утворення та оцінити їх за допомогою мікроскопії.
- Проведення відкритої біопсії з експрес-патологогістологічим дослідженням (ЕПГД) при неінформативній ТАПБ. Рутинне застосування ЕПГД дозволяє вирифікувати діагноз раку щитоподібної залози під час оперативного втручання.
- Визначення пухлинних маркерів:
  - Раково-ембріональний антиген, кальцитонін — ефективні лише при підозрі на медулярний рак. Для решти РЩЗ — діагностичний маркер відсутній.

Додаткові тести для верифікації діагнозу або рецедиву
- Комп'ютерна томографія
- Tc-99m-MIBI — радіофармпрепарат, що дозволяє виявляти радіойоднечутливі метастази
- Позитрон-емісійна томографія

## Лікування

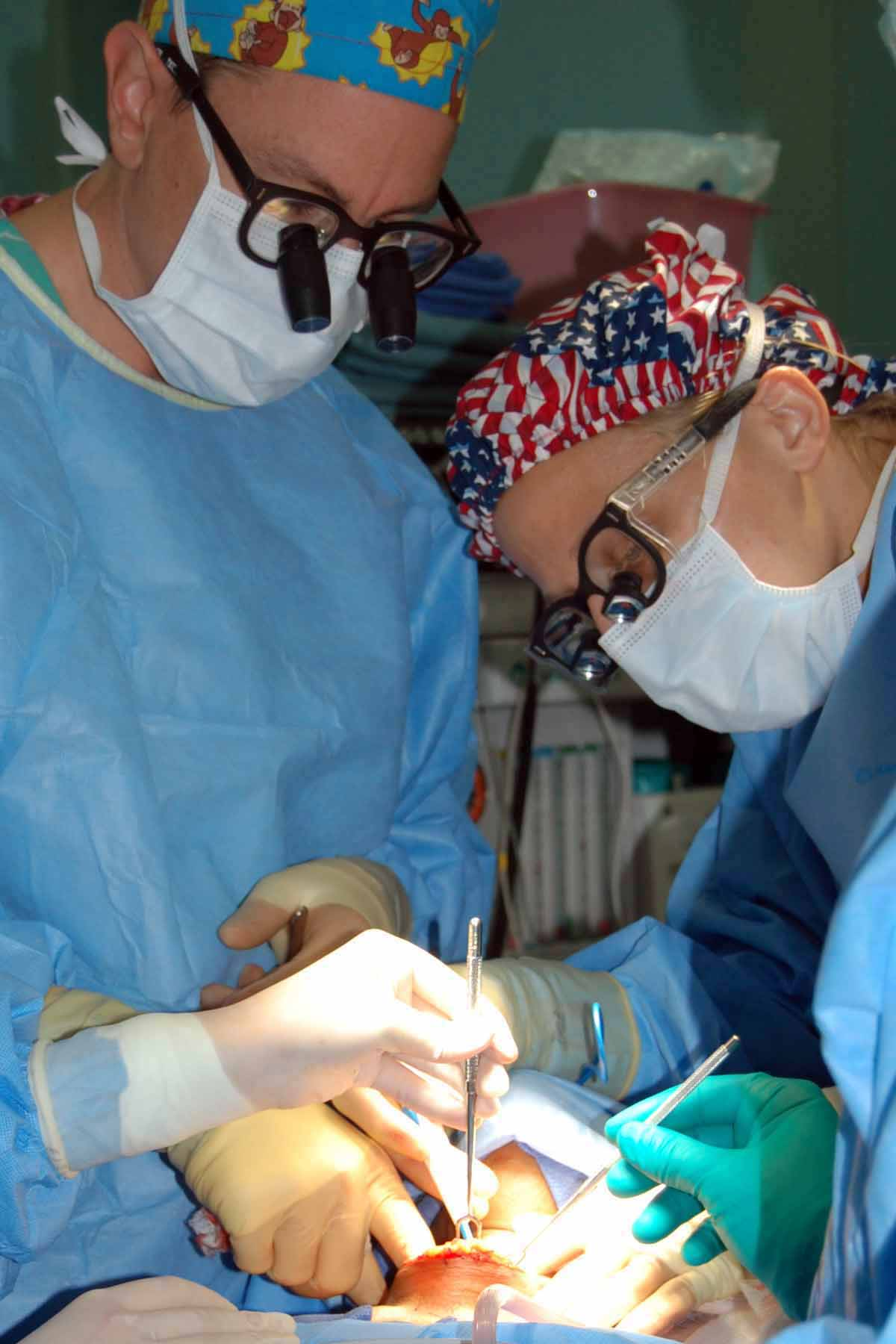
Хірурги в операційній під час видалення щитоподібної залози

Лікування РЩЗ має комплексний характер, повинно виконуватись в спеціалізованому центрі, що дозволяє отримати найкращі результати: високий показник виживання та якості життя, а також низький рівень рецидивів.

### Хірургічне лікування
Проводиться в усіх випадках. Виконується тиреоїдектомія та дисекція шиї. Радикальний обсяг оперативного лікування значно покращує виживання, якість життя та відсутність рецидів раку щитоподібної залози.

### Ад'ювантна радіойодтерапія
Метою післяопераційної ад'ювантної радіойодтерапії (РЙТ) є знищення клітин ЩЗ, що могли залишитися після виконання тиреоїдектомії.

### Супресивна терапія тиреотропного гормону (ТТГ)
Супресія ТТГ є важливою складовою лікування пацієнтів з раком ЩЗ, що дозволяє стримувати стимуляцію тиреоцитів, якщо такі залишились, після оперативного лікування та радійодтерапії, та проводиться переважно левотироксином.

### Інші види лікування
Ад'ювантна та ад'ювантна неохіміотерапія проводиться блокаторами тирозин-кінази у випадку віддалених метастазів, радіойоднечутливого раку щитоподібної залози. Променева терапія призначається при значному рості пухлини в оточуючі тканини, що спостерігається, зокрема, при анапластичному раку.

## Післяопераційне спостереження
При високо-диференційованих пухлинах проводиться моніторинг рівня тиреоглобуліну в плазмі крові, підвищені рівні якого можуть свідчити про рецидив папілярної або фолікулярної карцином. При рецидиві медулярної карциноми характерною ознакою є високі рівні кальцитоніну. В післяопераційному періоді перед проведенням РЙТ хворим показано проведення канування всього тіла з йодом-131 та УЗД шиї.

## Прогноз
Сприятливий в більшості (до 90%) випадків диференційованих форм РЩЗ, в залежності від стадії, та надзвичайно поганий при недиференційованому та анапластичному РЩЗ.

Таблиця. Показники виживання при різних патогістологічних типах раку щитоподібної залози в залежності від стадії.
| Тип раку      | 5-річне виживання  | 5-річне виживання  | 5-річне виживання  | 5-річне виживання | 5-річне виживання | 10-річне виживання |
| Тип раку      | Стадія I           | Стадія II          | Стадія III         | Стадія IV         | Загальна          | Загальна           |
| ------------- | ------------------ | ------------------ | ------------------ | ----------------- | ----------------- | ------------------ |
| Папілярний    | 100%               | 100%               | 93%                | 51%               | 96% — 97%         | 93%                |
| Фолікулярний  | 100%               | 100%               | 71%                | 50%               | 91%               | 85%                |
| Медулярний    | 100%               | 98%                | 81%                | 28%               | 80% — 86%         | 75%                |
| Анапластичний | (завжди стадія IV) | (завжди стадія IV) | (завжди стадія IV) | 7%                | 7% — 14%          | (дані відсутні)    |